# Monumentul „1907” din Pitești
Monumentul „1907” este un monument istoric aflat pe teritoriul municipiului Pitești.

## Scurt istoric
Opera sculptoriței Veturia Ilica, Monumentul „1907”, realizat în piatră, a fost dezvelit la 5 martie 1960 în Grădina Publică (azi Parcul 1907). În noaptea de 14-15 mai 2008, statuia a fost demontată și fixată pe un nou soclu, la întretăierea bulevardului Republicii cu str. Victoriei, în locul ei fiind amplasată statuia în bronz a lui Ion C. Brătianu, dezvelită la 25 mai 2008. 